# 布斯圖欽鄉
44°58′N 23°44′E / 44.967°N 23.733°E
布斯圖欽鄉（羅馬尼亞語：Comuna Bustuchin, Gorj），是羅馬尼亞的鄉份，位於該國西南部，由戈爾日縣負責管轄，面積61平方公里，海拔高度336米，2007年人口3,647，人口密度每平方公里60人。